# Кінкладзе Георгій Робінзонович
Георгій Робінзонович Кінкладзе (груз. გიორგი რობინზინის ძე კინკლაძე; 6 липня 1973, Тбілісі, Грузинська РСР, СРСР) (також відомий як Георгіу, Георгій, Гіо або Кінкі (англ. kinky, укр. ексцентричний) — колишній радянський і грузинський футболіст, півзахисник низки європейських клубів та збірної Грузії.
Його першим професійним клубом був столичний «Мретебі». У Грузії Кінкладзе виграв три чемпіонські титули і два кубки з «Динамо» (Тбілісі), двічі його визнавали найкращим гравцем року. Він здобув міжнародну популярність після матчів за збірну Грузії проти Уельсу в 1994 і 1995 роках.
У 1995 році Кінкладзе перейшов з «Динамо» до англійської Прем'єр-ліги до «Манчестер Сіті», де завдяки своїм навичкам дриблінгу та видовищним голам став улюбленцем уболівальників, вигравши двічі приз найкращого футболіста клубу. Кінкладзе залишився з «Сіті», попри пониження у класі в 1996 році, але після повторного вильоту клубу у 1998 році приєднався до нідерландському «Аяксу». Кінкладзе не зміг прижитися в Нідерландах, де провів трохи більше року, і повернувся до Англії, де його новим клубом став «Дербі Каунті». Він провів чотири роки в «Дербі», зігравши майже 100 матчів. Залишив клуб у 2003 році. Потім кілька невдалих спроб знайти новий клуб, Кінкладзе в 2004 році приєднався до кіпрського «Анортосіса», з яким виграв чемпіонат. Георгій завершив свою кар'єру в казанському «Рубіні» у 2006 році.
У 2011—2012 працював в «Анортосісі» технічним директором.

## Ранні роки
Народився 6 липня 1973 року в Тбілісі, жив у районі Дідубе зі своїм батьком, Робінзоном (інженер, родом з Гурії), матір'ю Хатуною (вчителька) і старшою сестрою. Батько Георгія дуже хотів, щоб його син став футболістом, для цього він змушував його ходити навколо двору на колінах, щоб зміцнити ноги. У вересні 1979 року батько привів шестирічного Георгія у футбольну школу «Юний динамівець» до тренера Автанділа Хеладзе. На першому ж занятті тренер узяв його в школу. Батько продовжував виховувати сина спортсмена і сам: тренував його гімнастиці, армреслінгу, плаванню та бігу. Також Георгій займався грузинськими танцями в національному ансамблі танцю Грузії.
Протягом декількох років Кінкладзе грав у молодіжній команді «Динамо» з Тбілісі, потім — у другому складі. Там він виступав разом з Шотою Арвеладзе, який пізніше став його партнером в основному складі «Динамо» на клубному рівні, так і в складі збірної Грузії на міжнародному рівні.

## Клубна кар'єра

### Рання кар'єра
Кінкладзе закінчив футбольну школу в 1990 році, однак, «Динамо» на нього ще не розраховувало. Завдяки допомозі друга сім'ї — Коби Жоржікашвілі — він опинився в клубі «Мретебі» (з груз.  — «дивний») у тренера Важі Чхаїдзе. У сезоні 1990 року «Мретебі» виграли 35 матчів із 38 і перейшли з Другої ліги до Першої (Кінкладзе провів 20 матчів). В сезоні 1991 року команда виграла 13 матчів із 15 і вийшла вже до найвищої ліги грузинського чемпіонату.
У 1992 році на його перехід в «Динамо» наполіг Реваз Дзодзуашвілі. За Кінкладзе було сплачено 1 мільйон радянських карбованців. 17 вересня 1992 року він вперше зіграв за збірну Грузії проти Азербайджану.
У перший же рік виступів за «Динамо» Кінкладзе виграв чемпіонат і кубок Грузії, отримавши також приз найкращого гравця Грузії. Однак, через триваючу громадянську війну в Грузії у 1993 році керівництво «Динамо» вирішило дати можливість своїм футболістам грати у більш стабільній обстановці, тому відправило їх в оренду в різні іноземні клуби.
На початку 1994 року Кінкладзе був відданий в оренду до клубу Другої Бундесліги ― «Саарбрюкен». Перший матч у Німеччині він провів 4 березня проти «Теніс-Боруссії». Однак, повні матчі він грав рідко, а в одній з зустрічей (з «Гертою») був видалений.
У середині того ж року повернувся до «Динамо». Через деякий час президент клубу Мераб Жорданія домовився про оренду Кінкладзе іспанським «Атлетіко» за £ 200 тис. На перегляді в мадридському клубі його помітили скаути «Бока Хуніорс» і запропонували виступати в Аргентині. Протягом місяця він грав за «Боку», але контракт гравця так і не був викуплений. Єдиним приємним враженням від Аргентини, за словами Кінкладзе, стала зустріч з кумиром дитинства — Дієго Марадоною. Однак, саме Марадона і був конкурентом Кінкладзе за місце в основному складі.
Незабаром Кінкладзе повернувся до Іспанії, де його запросили на перегляд до мадридського «Реалу». Головний тренер іспанців Хорхе Вальдано за підсумками двотижневих тренувань запропонував йому пограти у другій команді. Але незабаром на футболіста вийшов Мераб Жорданія і попросив його повернутися в Грузію, щоб підсилити «Динамо». У свою чергу, за підсумками сезону він обіцяв допомогти з працевлаштуванням у Європі.

### «Манчестер Сіті»
У сезоні 1994/1995 років завдяки іграм за збірну Грузії Кінкладзе здобув популярність, проте, конкретні дії зробив тільки президент «Манчестер Сіті» Френсіс Лі. Він і домовився з Мерабом Жорданією про перехід гравця в Англію в сезоні 1995/96. 15 липня 1995 року контракт був підписаний (ціна контракту — £ 2 млн).
Перший матч за клуб Кінкладзе зіграв 19 серпня 1995 року проти «Тоттенхем Готспур». У сезоні 1995/96 команду Алана Болла спочатку переслідували невдачі — перші три місяці вона не могла здобути перемогу в жодному матчі. Незважаючи на це, Кінкладзе швидко став ключовим гравцем команди. Першу перемогу в іграх того сезону у матчі проти «Астон Вілли» приніс команді саме Кінкладзе, зігравши в «стінку» з Ніеллом Куїнном.
Безпосередньо після переходу в «Манчестер Сіті» Георгій перебував в дещо незручному становищі: йому доводилося жити в готелі, а англійською він тоді володів не дуже добре. Щоб підтримати Кінкладзе, до Манчестера переїхала його мати. У той час команда якраз готувалася до матчу проти «Мідлсбро» (грудень 1995), для Кінкладзе гра була своєрідною дуеллю з Жуніньйо Паулістою. Кінкладзе забив перший гол, але в кінцевому підсумку матч закінчився з рахунком 4:1 на користь «Мідлсбро». При цьому, фанати суперника називали Георгія «найкращим гравцем супротивників в сезоні». Кінкладзе сприймався багатьма як лідер своєї команди:
|  | На тлі Реслера, що не адаптувався, Кінкладзе, швидко став улюбленцем уболівальників, який для них був необхідний. |

У березні 1996 року Кінкладзе забив видовищний гол у ворота «Саутгемптона» — обвів п'ять гравців і відправив м'яч у сітку повз голкіпера Дейва Бісанта. До кінця сезону партнером Кінкладзе став ще один екс-«динамівець» з Грузії — Михаїл Кавелашвілі.
Доля “містян” у Прем'єр-лізі вирішувалася в останньому матчі проти «Ліверпуля». Кінкладзе і партнери розраховували, що «Ліверпуль» побереже себе для майбутнього фіналу Кубка Англії проти «МЮ». Надії гравців «Манчестер Сіті» підкріплювалися і тим фактом, що «Ліверпуль» до останнього туру гарантував собі третє місце чемпіонату. Проте вже до 10-ї хвилині першого тайму «Сіті» програвав з рахунком 0:2. Лише після виходу на поле на 70-й хвилині Кавелашвілі “синім” вдалося відіграти розрив, але жодна з команд не змогла забити вирішальний м'яч. У підсумку клуб вилетів у Перший дивізіон, як оцінював сам Кінкладзе, здебільшого через недоукомплектованість. У Першому дивізіоні Кінкладзе не мав наміру грати, проте залишився у команді на сезон 1996/97 років.
У «Манчестері» Кінкладзе двічі завойовував титул «Гравець року» протягом двох сезонів поспіль. У Першій англійській лізі його партнерами по клубу деякий час були Муртаз Шелія і Кахабер Цхададзе.
Останній сезон у складі «Сіті» для Кінкладзе був затьмарений травмою гомілкостопу, отриманої під час гри за збірну Грузії, внаслідок якої Георгій був змушений довго лікуватися. За підсумками сезону 1997/98 клуб вилетів у Другу лігу і керівництво вирішило продати дорогого гравця.

### «Аякс»
У 1998 році Кінкладзе опинився у амстердамському «Аяксі» за 5 млн фунтів. Його запросив головний тренер клубу ― Мортен Ольсен. Він бачив Кінкладзе на місці Ярі Літманена, який у міжсезоння повинен був перейти до «Барселони». Кінкладзе дав згоду на перехід, але після його прибуття в Амстердам вийшло так, що перехід Літманен не відбувся. У підсумку, Ольсен почав пробувати випускати Кінкладзе на лівий фланг півзахисту. Однак, футболіст не зумів прилаштуватися до гри на нерідній для нього позиції і незабаром вибув з основи. За нідерландський клуб він провів 12 ігор, після чого повернувся в Англію на правах оренди.

### «Дербі Каунті»
З листопада 1999 року Кінкладзе почав виступи за «Дербі Каунті», куди був відданий «Аяксом» в оренду. У квітні 2000 року він був остаточно проданий в «Дербі» за $4,5 млн
Наприкінці липня 2000 року він переніс операцію з видалення грижі. Через це Кінкладзе змушений був пропустити майже місяць передсезонної підготовки. Тим не менш, він успішно розпочав сезон 2000/01 — в 7-му турі завдяки грузинському легіонеру «Дербі», що грав у меншості, зумів вирвати у «Лідса» нічию. Надалі багато в чому через травми Кінкладзе не вдалося утримати цей рівень. У підсумку «The Guardian» назвала футболіста головним розчаруванням сезону в складі «Дербі».
У клубі він провів чотири роки (майже 100 ігор). Із гравців з пострадянського простору партнером Кінкладзе по команді був естонський воротар Март Поом. Після закінчення сезону 2002/03 року керівництво запропонувало гравцю змінити умови контракту, зокрема, скоротити зарплату втричі, пояснюючи це тим, що клуб мав багато боргів. У підсумку Кінкладзе вирішив залишити «Дербі».
Сезон 2003/04 років він провів у пошуках клубу, але у підсумку залишився вільним агентом.

### «Анортосіс»
У сезоні 2004/05 Кінкладзе грав у кіпрському «Анортосісі», де головним тренером був його екс-партнер по «Динамо» і збірній Грузії Темурі Кецбая. За підсумками сезону він виграв золоті медалі чемпіонату.
З «Анортосісом» він почав новий сезон 2005/06 років, брав участь у матчах попереднього раунду Ліги чемпіонів, де кіпріоти пройшли мінське «Динамо» та «Трабзонспор», поступившись у третьому раунді шотландському «Рейнджерсу», і відіграв матч за Суперкубок Кіпру проти «Омонії». Однак, безпосередньо перед стартом чемпіонату Кіпру покинув клуб.

### «Рубін»
Наприкінці серпня 2005 року Кінкладзе опинився в російському клубі «Рубін», з яким уклав контракт до кінця сезону. У новому клубі він успішно провів другу половину року і став одним з найкращих асистентів другого кола чемпіонату Росії 2005 року, завдяки чому контракт був продовжений ще на рік. Проте, у новому сезоні він майже не грав, більшість часу заліковуючи травму пахових кілець. По закінченні сезону 2006 року закінчився контракт з командою, який керівництво відмовилося продовжувати. Кінкладзе намагався перейти назад до «Анортосісу», але спроба виявилася безуспішною. Незабаром він завершив кар'єру гравця.

## Виступи за збірну Грузії
Кінкладзе дебютував за збірну 17 вересня 1992 року в матчі проти Азербайджану. У вересні 1994 року Кінкладзе був викликаний до складу збірної на гру проти Молдови в Тбілісі. Гра Кінкладзе привернула увагу італійських клубів, де преса дала йому прізвисько «Чорноморська річка», але у нього не було ніяких конкретних пропозицій від клубів. Так було до тих пір, поки директор «Манчестер Сіті» Френсіс не побачив запис його гри. Він почав переговори про трансфер, зв'язавшись з Мерабом Жорданією і запропонувавши трансфер Кінкладзе в «Сіті».
Рівно через два місяці Кінкладзе провів проти збірної Уельсу дві гарні гри. Саме у ворота Уельсу Кінкладзе забив свій перший гол у збірній, а Грузія перемогла з рахунком 5:0 у домашньому матчі. У матчі-відповіді на «Кардіфф Арм Парк» скаути кількох клубів побачили гол Кінкладзе з 18 метрів.
У відбірковому турнірі чемпіонату Європи 1996 року Кінкладзе забив з пенальті у ворота болгарської збірної, завдяки чому його команда виграла з рахунком 2:1.
У відбірковому турнірі чемпіонату світу 1998 року Кінкладзе забив другий гол у ворота збірної Молдови і приніс перемогу з рахунком 2:0.
Кінкладзе забив третій гол у ворота збірної Литви у відбірковому матчі чемпіонату світу 2002 року, де його команда здобула перемогу з рахунком 4:0 в гостях.
Останню гру за збірну він провів 9 лютого 2005 року, вперше вивівши на поле команду як капітан у товариському матчі проти збірної Литви.

## Стиль гри
Кінкладзе грав на позиції розігруючого півзахисника (англ. playmaker). Як правило, він грав попереду інших півзахисників. Його основна роль полягала у створенні гольових моментів, він був креативним гравцем. Навички дриблінгу розглядалися як одна з найсильніших характеристик Кінкладзе.
Слабка ланка у грі Кінкладзе був захист. Він не хотів мінятися, чим викликав розчарування тренерів. Через небажання виправляти недоліки тренер «Манчестер Сіті» Джо Ройл став рідше випускати його на поле.
В окремих випадках Кінкладзе грав на позиції другого нападника з меншим позиційним навантаженням. В такому амплуа Кінкладзе грав у «Манчестер Сіті» під керівництвом Френка Кларка, і в «Дербі Каунті» під керівництвом Фабріціо Раванеллі. Хоча він лівша, він погано грав на лівому фланзі, і публічно висловлювався, що не любить грати на цій позиції.

## Статистика

### Кар'єра в клубах
| Клуб            | Сезон     | Змагання                 | Ігор | Голів |   |   |
| --------------- | --------- | ------------------------ | ---- | ----- | - | - |
| Мретеби Тбілісі | 1990      | Друга ліга Грузії        | 34   | 8     |   |   |
| Мретеби Тбілісі | 1991      | Перша ліга Грузії        | 16   | 1     |   |   |
| Динамо Тбілісі  | 1992/93   | Чемпіонат Грузії         | 30   | 14    |   |   |
| Динамо Тбілісі  | 1993/94   | Чемпіонат Грузії         | 14   | 13    |   |   |
| Саарбрюкен      | 1993/94   | Друга Бундесліга         | 11   | 0     |   |   |
| Бока Хуніорс    | 1994      | Чемпіонат Аргентини      | 3    | 0     |   |   |
| Динамо Тбілісі  | 1994/95   | Чемпіонат Грузії         | 21   | 14    |   |   |
| Манчестер Сіті  | 1995/96   | Англійська Прем'єр-ліга  | 37   | 4     |   |   |
| Манчестер Сіті  | 1996/97   | Перший дивізіон          | 39   | 12    |   |   |
| Манчестер Сіті  | 1997/98   | Перший дивізіон          | 30   | 4     |   |   |
| Аякс            | 1998/99   | Чемпіонат Нідерландів    | 12   | 0     |   |   |
| Дербі Каунті    | 1999/2000 | Англійська Прем'єр-ліга  | 18   | 1     | 2 | 0 |
| Анортосіс       | 2004/05   | Чемпіонат Кіпру          | 22   | 2     |   |   |
| Рубін           | 2005      | Чемпіонат Росії          | 9    | 2     | 1 | 0 |
| Рубін           | 2005/06   | Кубок Росії              | 1    | 0     | 0 | 0 |
| Рубін           | 2006      | Чемпіонат Росії          | 4    | 0     | 0 | 0 |
| Рубін           | 2006/07   | Кубок УЄФА, кваліфікація | 1    | 0     | 0 | 0 |
| Рубін           | Всього    |                          | 15   | 3     | 1 | 0 |

### У збірній Грузії
Примітка: Число після косої риски є загальною кількістю матчів грузинської національної збірної, зіграних у відповідному році
| Збірна | Рік  | Матчі | Голи |   |   |
| ------ | ---- | ----- | ---- | - | - |
| Грузія | 1992 | 1/3   | 0    | 0 | 0 |
| Грузія | 1993 | 0/1   | 0    | 0 | 0 |
| Грузія | 1994 | 10/11 | 1    | 1 | 0 |
| Грузія | 1995 | 5/6   | 2    | 0 | 0 |
| Грузія | 1996 | 6/8   | 1    | 0 | 0 |
| Грузія | 1997 | 6/7   | 2    | 1 | 1 |
| Грузія | 1998 | 8/11  | 1    | 0 | 0 |
| Грузія | 1999 | 1/8   | 0    | 0 | 0 |
| Грузія | 2000 | 5/10  | 2    | 0 | 0 |
| Грузія | 2001 | 6/10  | 0    | 0 | 0 |
| Грузія | 2002 | 3/4   | 0    | 0 | 0 |
| Грузія | 2003 | 2/8   | 0    | 0 | 0 |
| Грузія | 2004 | 3/9   | 0    | 0 | 0 |
| Грузія | 2005 | 1/11  | 0    | 0 | 0 |
| Всього |      | 57    | 9    | 2 | 1 |

### Голи за збірну
(спочатку вказані голи Грузії)
| № | Дата              | Місце проведення | Суперник                | Рахунок | Турнір                     | Прим.    |
| - | ----------------- | ---------------- | ----------------------- | ------- | -------------------------- | -------- |
| 1 | 16 листопада 1994 | Тбілісі, Грузія  | Збірна команда Уельсу   | 5:0     | Відбірковий турнір ЧЄ 1996 |          |
| 2 | 7 червня 1995     | Кардіфф, Уельс   | Збірна команда Уельсу   | 1:0     | Відбірковий турнір ЧЄ 1996 |          |
| 3 | 11 жовтня 1995    | Тбілісі, Грузія  | Збірна команда Болгарії | 2:1     | Відбірковий турнір ЧЄ 1996 | Пенальті |
| 4 | 29 березня 1997   | Тбілісі, Грузія  | Збірна команда Вірменії | 7:0     | Товариський матч           | Пенальті |
| 5 | 7 червня 1997     | Батумі, Грузія   | Збірна команда Молдови  | 2:0     | Відбірковий турнір ЧС 1998 | Пенальті |
| 6 | 2 травня 1998     | Сус, Туніс       | Збірна команда Тунісу   | 1:1     | Товариський матч           |          |
| 7 | 29 березня 2000   | Ашкелон, Ізраїль | Збірна команда Ізраїлю  | 1:1     | Товариський матч           |          |
| 8 | 7 жовтня 2000     | Каунас, Литва    | Збірна команда Литви    | 4:0     | Відбірковий турнір ЧС 2002 |          |

## Досягнення

### Командні
Мретебі (Тбілісі)
- Другий дивізіон Грузії: 1991

Динамо (Тбілісі)
- Чемпіонат Грузії: 1992-93, 1993-94, 1994-95
- Кубок Грузії: 1992-93, 1994-95

Анортосіс
- Чемпіонат Кіпру: 2004-05

### Особисті
- Футболіст року в Грузії: 1993, 1996

## Особисте життя й роки після завершення кар'єри
Завершивши виступи у великому футболі, Кінкладзе переїхав до Тбілісі, де провів 2 роки поза футболом. Потім переїхав до Москви, купив собі заміський будинок. У вересні 2009 року склав іспити у Федерації футболу Грузії і офіційно став футбольним агентом.
До червня 2012 року 9 місяців працював технічним директором у кіпрському «Анортосісі», але відносини з керівництвом там не склалися.
У 2012 році працював агентом у тандемі з Георгієм Гахокідзе. Кінкладзе був у стосунках з англійкою Луїзою з Манчестера. Вона народила від нього сина Сабу, який живе в Англії з матір'ю і також займається футболом. У 2012 році одружився з Маріанною з Росії, з якою у 2005 році познайомився в одному з петербурзьких ресторанів після перемоги над «Зенітом».